# Daniel Dziewit
Daniel Dziewit (ur. 19 marca 1971 w Żaganiu) – polski dziennikarz, publicysta, pisarz. Autor książek, artykułów i bloga krytycznie oceniających system retail i franczyzę.

## Życiorys
W 1996 roku ukończył studia magisterskie na Uniwersytecie Opolskim na kierunku filozoficzno-teologicznym. Absolwent studiów podyplomowych Wyższej Szkoły Nauk o Zdrowiu w Warszawie na kierunku terapia uzależnień.  Jako dziennikarz związany w latach 1996-1998 z Polskim Radiem Katowice, w 2000-2003 z Radiem Bielsko, 2005-2006 z TVP,  w latach 2005-2007 redaktor naczelny i wydawca Gazety Pszczyńskiej, 2006-2013 wydawca Gazety Beskidzkiej, współzałożyciel portalu www.sportowebeskidy.pl. 
Od 2005 roku przedsiębiorca, m.in. w branżach: szkoleniowej, wydawniczej i pośrednictwa pracy. W 2011 roku kierując się mylnymi informacjami zawarł niekorzystne umowy z centrami handlowymi, w wyniku których popadł w poważne tarapaty finansowe. W 2014 roku na bazie doświadczeń swoich i innych przedsiębiorców założył bloga (przeliczeni.blox.pl, aktualnie: www.przeliczeni.pl) poświęconemu kontrowersyjnym praktykom biznesowym i niebezpieczeństwom związanym z prowadzeniem działalności gospodarczej w centrach i galeriach handlowych. Jego działalność w tym zakresie oraz późniejsza książka zaowocowały nagłośnieniem problemu w krajowych mediach. 
W roku 2014 napisał książkę "Przeliczeni-tajemnice galerii handlowych". Zyskała duże zainteresowanie mediów i krytyków jako podejmująca ważny, lecz pomijany w dyskusji społecznej temat.  Na bazie książki i bloga powstał także film dokumentalny Przeliczeni jego autorstwa
W 2018 roku wydał książkę „Franczyza Fakty i Mity” traktującą o złych praktykach i nadużyciach w systemach franczyzowych. Książka otrzymała nominację do nagrody Economicus 2019, przyznawanej przez Dziennik Gazetę Prawną najlepszym książkom o tematyce ekonomiczno-biznesowej.
W 2020 roku wydał książkę „Kiedy odchodzą…” zajmującą się społecznymi konsekwencjami samobójstw, powstałą w wyniku rozmów z rodzinami i przyjaciółmi ofiar.
W 2021 roku ukazała się książka "Homo Enter, czyli jak nie zostać złowionym". Jej tematyką są zagrożenia wynikające z korzystania Internetu i uzależnienie od niego. Książka została wydana w małym formacie, z wyglądu przypomina smartfon.
Jest założycielem Ogólnopolskiego Stowarzyszenia Ochrony Najemców w galeriach handlowych (2014-2019), w jego ramach zajmował się pro publico bono pomocą prawną i psychologiczną osobom, które popadły w kryzys ekonomiczny.

## Publikacje książkowe
- Przeliczeni-tajemnice galerii handlowych (2014)
- Franczyza-fakty i mity (2018)
- Kiedy odchodzą… (2020)
- Homo Enter, czyli jak nie zostać złowionym (2021)